# Schmalspurbahn Palamós–Girona–Banyoles
| Von der Société Franco-Belge hergestellte Dampfloko- motive Palafrugell beim Lokschuppen von Palamós |                     |                         |                         |
| Streckenverlauf 1942 (Explotación de Ferrocarriles por el Estado) |                     |                         |                         |
| Streckenlänge: | 63 km               |                         |                         |
| Spurweite: | 750 mm (Schmalspur) |                         |                         |
| |                     |                         |                         |
| \| \| 16 \| Banyoles \| Banyoles \| \| \| \| Mata \| \| \| \| \| Cornellà del Terri \| \| \| \| \| La Banyeta \| \| \| \| \| La República \| \| \| \| \| Sarrià de Ter \| \| \| \| \| \| \| \| \| 3 \| Pont Major \| Pont Major \| \| \| 0 \| Girona, Porta de França \| Girona, Porta de França \| \| \| \| \| \| \| \| 5 \| Campdorà \| Campdorà \| \| \| 8 \| Celrà \| Celrà \| \| \| 12 \| Bordils \| Bordils \| \| \| 15 \| Sant Joan de Mollet \| Sant Joan de Mollet \| \| \| 16 0 \| Flaçà \| Flaçà \| \| \| 5 \| La Pera-Púbol-Rupià \| La Pera-Púbol-Rupià \| \| \| 9 \| Corçà \| Corçà \| \| \| 12 \| La Bisbal d’Empordà \| La Bisbal d’Empordà \| \| \| 14 \| Vulpellac \| Vulpellac \| \| \| 17 \| Sant Climent de Peralta \| Sant Climent de Peralta \| \| \| 21 \| Torrent \| Torrent \| \| \| 23 \| Llofriu \| Llofriu \| \| \| 25 \| Palafrugell \| Palafrugell \| \| \| 27 \| Mont-ras \| Mont-ras \| \| \| 30 \| Vall-llobrega \| Vall-llobrega \| \| \| 33 \| Sant Joan de Palamós \| Sant Joan de Palamós \| \| \| 34 \| Palamós \| Palamós \| |                     |                         |                         |
| Kopfbahnhof Streckenanfang (Strecke außer Betrieb) | 16                  | Banyoles                | Banyoles                |
| Haltepunkt / Haltestelle (Strecke außer Betrieb) |                     | Mata                    | Mata                    |
| Haltepunkt / Haltestelle (Strecke außer Betrieb) |                     | Cornellà del Terri      | Cornellà del Terri      |
| Haltepunkt / Haltestelle (Strecke außer Betrieb) |                     | La Banyeta              | La Banyeta              |
| Haltepunkt / Haltestelle (Strecke außer Betrieb) |                     | La República            | La República            |
| Haltepunkt / Haltestelle (Strecke außer Betrieb) |                     | Sarrià de Ter           | Sarrià de Ter           |
| Abzweig geradeaus und von links (Strecke außer Betrieb) · Strecke von rechts (außer Betrieb) |                     |                         |                         |
| Bahnhof (Strecke außer Betrieb) · Strecke (außer Betrieb) | 3                   | Pont Major              | Pont Major              |
| Kopfbahnhof Streckenende (Strecke außer Betrieb) · Strecke (außer Betrieb) | 0                   | Girona, Porta de França | Girona, Porta de França |
| Verschwenkung nach rechts (Strecke außer Betrieb) |                     |                         |                         |
| Haltepunkt / Haltestelle (Strecke außer Betrieb) | 5                   | Campdorà                | Campdorà                |
| Haltepunkt / Haltestelle (Strecke außer Betrieb) | 8                   | Celrà                   | Celrà                   |
| Haltepunkt / Haltestelle (Strecke außer Betrieb) | 12                  | Bordils                 | Bordils                 |
| Haltepunkt / Haltestelle (Strecke außer Betrieb) | 15                  | Sant Joan de Mollet     | Sant Joan de Mollet     |
| Bahnhof (Strecke außer Betrieb) | 16 0                | Flaçà                   | Flaçà                   |
| Haltepunkt / Haltestelle (Strecke außer Betrieb) | 5                   | La Pera-Púbol-Rupià     | La Pera-Púbol-Rupià     |
| Haltepunkt / Haltestelle (Strecke außer Betrieb) | 9                   | Corçà                   | Corçà                   |
| Haltepunkt / Haltestelle (Strecke außer Betrieb) | 12                  | La Bisbal d’Empordà     | La Bisbal d’Empordà     |
| Haltepunkt / Haltestelle (Strecke außer Betrieb) | 14                  | Vulpellac               | Vulpellac               |
| Haltepunkt / Haltestelle (Strecke außer Betrieb) | 17                  | Sant Climent de Peralta | Sant Climent de Peralta |
| Haltepunkt / Haltestelle (Strecke außer Betrieb) | 21                  | Torrent                 | Torrent                 |
| Haltepunkt / Haltestelle (Strecke außer Betrieb) | 23                  | Llofriu                 | Llofriu                 |
| Bahnhof (Strecke außer Betrieb) | 25                  | Palafrugell             | Palafrugell             |
| Haltepunkt / Haltestelle (Strecke außer Betrieb) | 27                  | Mont-ras                | Mont-ras                |
| Haltepunkt / Haltestelle (Strecke außer Betrieb) | 30                  | Vall-llobrega           | Vall-llobrega           |
| Haltepunkt / Haltestelle (Strecke außer Betrieb) | 33                  | Sant Joan de Palamós    | Sant Joan de Palamós    |
| Kopfbahnhof Streckenende (Strecke außer Betrieb) | 34                  | Palamós                 | Palamós                 |

Die Schmalspurbahn Palamós–Girona–Banyoles verband die Städte Palamós, Girona und Banyoles im Nordosten Kataloniens in der Provinz Girona von Spanien. Die 1887 eingeweihte Bahnstrecke wurde von der Sociedad Anónima del Tranvía del Bajo Ampurdán gebaut und betrieben. Die Eisenbahn wechselte im Laufe der Zeit mehrfach den Besitzer, bis sie 1956 stillgelegt wurde. Je nach Abschnitt war sie als Tramvia del Baix Empordà, Tren Petit oder Tren Pinxo de Banyoles bekannt.

## Streckenverlauf
Die schließlich 63 km lange Bahnstrecke mit einer Spurweite von 750 mm wurde abschnittsweise wie folgt in Betrieb genommen:
- Palamós–Flaçà: 1887; 33 km
- Flaçà–Pont Major–Girona: 1921; 16 km
- Pont Major–Banyoles: 1928; 14 km

Die mit Dampflokomotiven betriebenen Züge fuhren auf der Straße und teilten sich diese mit dem Rest der Fahrzeuge, was durch die Zunahme des Straßenverkehrs zunehmend problematischer wurde. Die Gleise zweigten nur auf eine eigene Trasse ab, um nach Palafrugell zu gelangen, wo sie ein Stichgleis zur Armstrong-Korkenfabrik gab, und an der Stelle, die die Revolts de Torrent genannt wurde, da die Straße dort viele Kehren hatte. In Girona überquerte die Bahn die Straße am Pont Major, um in einem engen Bogen nach Sarrià de Ter zu führen.
Der Abschnitt Girona–Banyoles verlief entlang der alten Straße C-150.

## Geschichte

### Projektierung
Der Planung der Eisenbahnstrecke geht auf die Mitte des 19. Jahrhunderts zurück, als die Korkindustrie in Baix Empordà ihren Höhepunkt erreichte. Aus diesem Grund wurden mehrere Projekte entwickelt, um die Städte mit der Provinzhauptstadt zu verbinden, da das einzige verfügbare System damals die Tartanes waren. Die erfolgreichste aller Ideen war die der Bajo Ampurdán-Eisenbahn, die eine Straßenbahn vorsah, die entlang der gesamten Küste zwischen Caldes de Malavella und Figueres verkehren sollte.
1878 wurde der Grundstein für das Werk in der Nähe von Puig Ses Forques (Mont-ras) gelegt. 1882 wurde die Compañía de los Ferrocarriles Económicos de la Selva y Ampurdán  gegründet, um die Baukosten tragen zu können. Aber trotzdem waren die wirtschaftlichen Probleme sehr groß und das Projekt wurde nicht durchgeführt.

### Finanzierung
August Pagès y Ortiz wollte im ersten Schritt Palamós über Palafrugell und Bisbal d’Empordà mit Flaçà verbinden, von wo aus die Breitspurbahn nach Barcelona und Frankreich führt. Das Projekt wurde 1884 von der Zivilregierung von Girona genehmigt, dem Jahr, in dem auch das Unternehmen Tranvía del Bajo Ampurdán gegründet wurde. Unter der Schirmherrschaft von August Pagès i Ortiz aus Palamós wurde die Sociedad Anónima del Tranvía del Bajo Ampurdán am 30. November 1884 durch 2000 Anteile von 500 Peseten gegründet, die von Aktionären in Palamós, Palafrugell, La Bisbal d’Empordà, Calonge und Barcelona erworben wurden. Ein Jahr später gewährte ihnen die Regierung die Konzession und im Laufe der Jahre eine zweite Konzession, die es ihnen ermöglichte, die Linie nach Banyoles zu verlängern.

### Inbetriebnahme

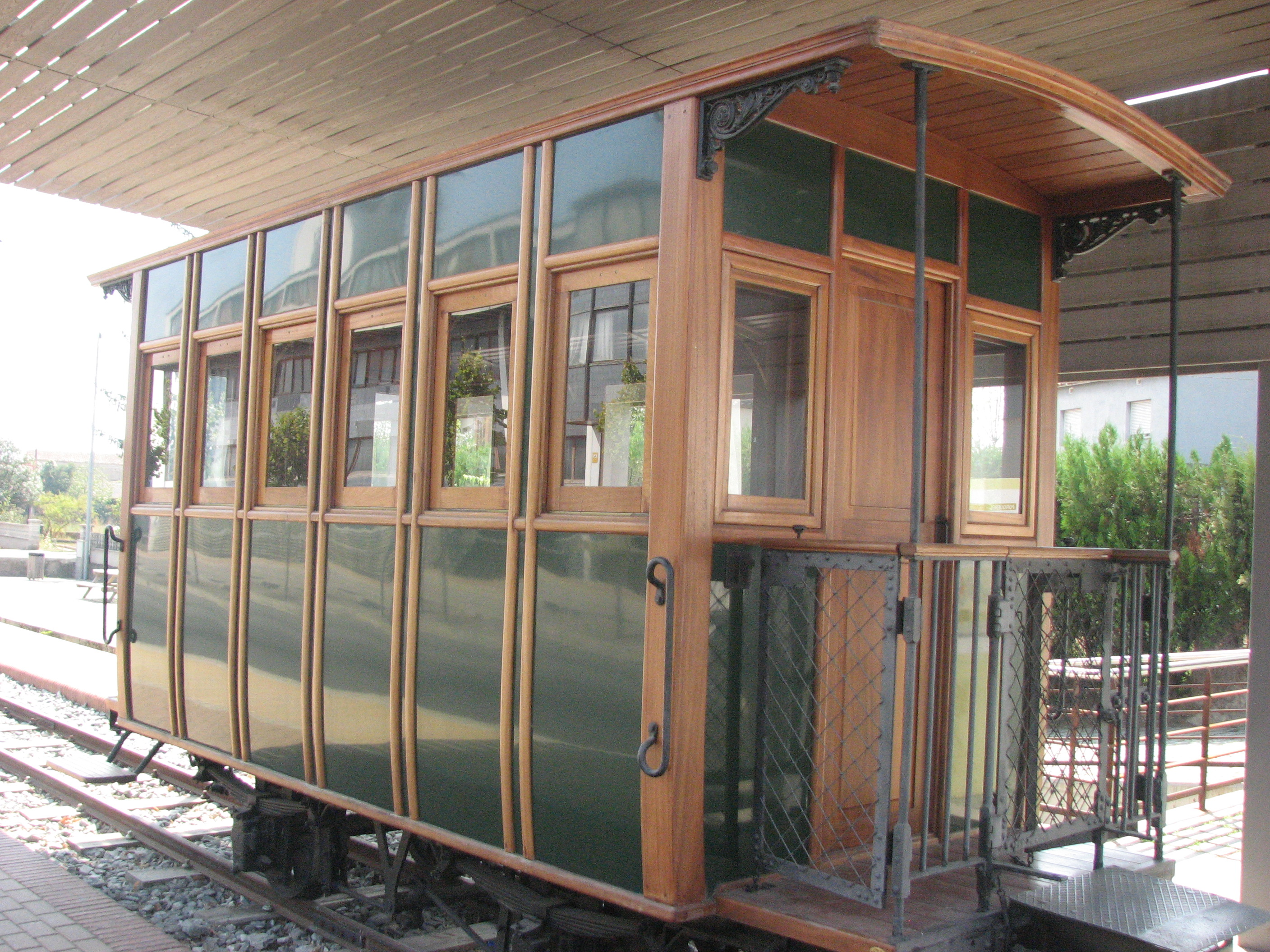
Personenwagen in Mata, einem Ortsteil von Porqueres im Gemeindeverband Pla de l’Estany

Am 23. März 1887 wurde die Strecke von Palamós nach Flaçà eingeweiht – um mit der Breitspurbahn der Tarragona Railway Company nach Barcelona und Frankreich, bekannt als El Tren Gros – eine wichtige Infrastruktur für die Industrie der Stadt verbinden zu können. Am Anfang waren die Ergebnisse aufgrund der Krise im Korksektor nicht so hoch wie erwartet, weshalb eine Subvention bei der Diputació de Girona beantragt werden musste. Trotzdem entschied man sich nach einigen Jahren, das Unternehmen zum Verkauf anzubieten. Im November 1905 kaufte es die belgische Gesellschaft Societé Anonyme de Chemins de Fer Économiques en Catalonia. Von da an nahm das Unternehmen seinen Betrieb auf und es konnten neue Lokomotiven und Waggons angeschafft werden.

### Erster Weltkrieg
Durch den Ersten Weltkrieg wurde der Vorstand in Brüssel isoliert, was die Reparatur der beschädigten Maschinen verhinderte: Nur drei Lokomotiven blieben in Betrieb.

### Zwischenkriegszeit
Am Ende des Konflikts wurde versucht, Abhilfe zu schaffen. Bald darauf traten die Arbeiter aufgrund des neuen Direktors, der einen sehr autoritären Charakter hatte, in den Streik und der Dienst musste für eine Saison eingestellt werden. Der Staat musste eingreifen und eine Zeit lang mussten Soldaten des Eisenbahnregiments den Zug bedienen. 1921 wurde der Abschnitt zwischen Flaçà und Girona eingeweiht. Die glorreichen Jahre der Tramvia del Baix Empordà begannen mit mehr Mitarbeitern und mehr Maschinen. Sie begannen auch, die Möglichkeiten für den Bau der Linie Girona–Banyoles und ihre Verlängerung bis Sant Joan les Fonts neben Olot zu untersuchen.
Am 8. September 1922 erwarb Josep Maria Lacoma i Buxó, Baron von Minguella, das Unternehmen für 350.000 Peseten. Kurz darauf schloss er sich mit Pascual de Zulueta zusammen, um das Unternehmen Ferrocarriles Económicos Españoles S.A. zu gründen. Am 16. März 1928 wurde der Abschnitt Girona–Banyoles eingeweiht. Das Busunternehmen TEISA beantragte die Einstellung des Bahnbetriebs, da die Strecke parallel zur Straße verlief und ihnen daher das Geschäft entging. Im selben Jahr wurde auch eine Abzweigung zwischen dem Bahnhof Palafrugell und der Manufacturas del Corcho S.A. eingeweiht, wodurch Transportverzögerungen vermieden wurden.

### Wirtschaftskrise und Zweiter Weltkrieg

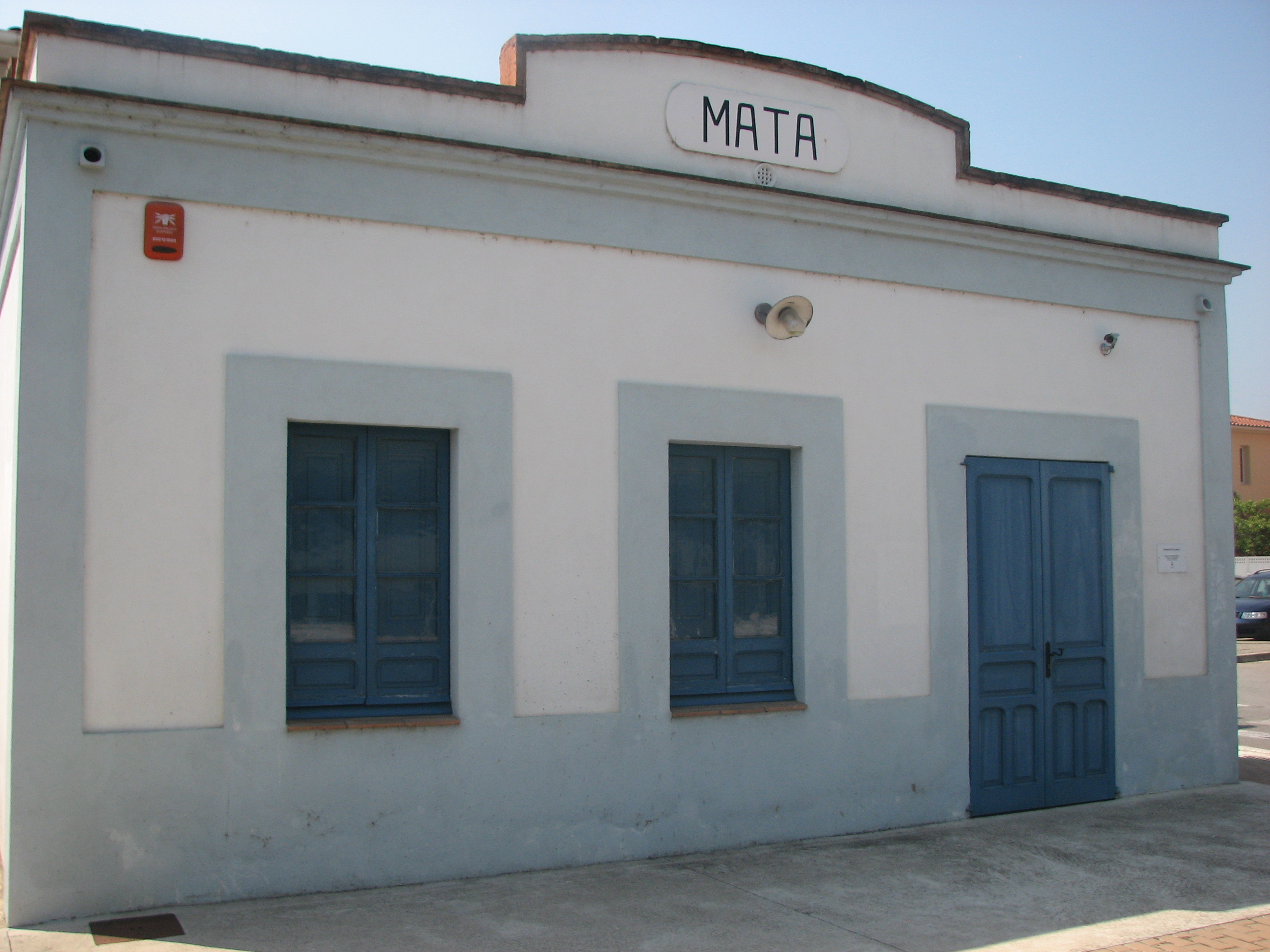
Haltestelle Mata in Porqueres

1931 geriet das Unternehmen in eine wirtschaftliche Krise. 1936 förderte die Generalitat de Catalunya eine Vereinbarung zwischen dem Unternehmen und den Arbeitern, damit sie die Eisenbahn betreiben würden. So entstand die Cooperativa Obrera de Transports del Baix Empordà (C.O.T.B.E.). Alle Mitarbeiter hatten eine kleine Investition getätigt. Kutschen wurden für den Personentransport auf der Straße gekauft und die Schiene war für Güter reserviert. Das Unternehmen nahm am 18. Juli 1936 seinen Dienst auf, zeitgleich mit dem Beginn des Spanischen Bürgerkriegs.
Am 31. Juli 1938 trafen sich Vertreter des Consejo Nacional de Ferrocarriles  mit den Vertretern der C.O.T.B.E., um die Eisenbahn zu beschlagnahmen. Nach dem Krieg galten diese Arbeiter, die vor dem Kriegskonflikt die Genossenschaft gegründet hatten, als Kommunisten und wurden zu anderen Schmalspurbahnen außerhalb Kataloniens geschickt.
1938 ereignete sich der schlimmste Unfall in der Geschichte der Eisenbahn: Auf der Pont Major kollidierte ein Personenzug mit einem mit Benzin gefüllten Lastwagen, als der Zug die Straße überquerte, um den Bogen nach Sarrià de Ter zu nehmen Bei dem Unfall lief Benzin aus und setzte den Zug in Brand. Einige Passagiere warfen sich in das Flussbett, um den Flammen zu entkommen, aber es war ausgetrocknet.
Während des Bürgerkriegs wurde die Bahn von der Militärbehörde requiriert. Die Busse wurden an die Aragon-Front geschickt. Die Bahnhöfe Palamós und Bisbal d’Empordà wurden durch die Bombenangriffe fast zerstört. Am Ende des Krieges lag die Bahn komplett in Trümmern, Bahnhöfe und Brücken waren zerstört und die Schienenfahrzeuge unbrauchbar. 1941 wurde sie von der Organisation Explotación de Ferrocarriles por el Estado übernommen.

### Niedergang
Ab 1945 wurden Maßnahmen zur Elektrifizierung und Modernisierung der Strecke eingeleitet, und es wurde sogar eine Studie zum Bau einer breitspurigen RENFE-Zweigstrecke zwischen Flaçà und Palamós durchgeführt, aber der Staat hatte kein Interesse daran und veranlasste die Verwaltung, sie zu schließen. Um dies zu vermeiden, wurde auf institutioneller Ebene eine große Kampagne gestartet. Die Gemeinderäte der Region, mit dem Bürgermeister von Bisbal d’Empordà, Martí Piera an der Spitze, der Handelskammer und dem Provinzialrat wehrten sich drastisch gegen die Schließung, aber die Entscheidung war bereits gefallen. Am 1. März 1956 fuhr der letzte Zug.